# Lacul Frumoasa
Lacul Frumoasa este un lac de acumulare antropic format în spatele barajului de anrocamente și nucleu central de argilă cu același nume, cu o înălțime maximă de 38 m și o lungime a coronamentului de 506 m, executat pe râul Frumoasa, afluent al Râului Olt. Barajul are o bermă amonte la cota 838,0 m.d.m, cu lățimea de 8,0 m și o bermă aval la cota 836,0 m.d.m. Protecția taluzului amonte este din anrocamente, iar taluzul aval este înierbat.
Lacul de acumulare are un volum total de 10,6 milioane metri cubi, din care 7,6 milioane până la nivelul normal de retenție servește pentru alimentarea cu apă potabilă a municipiului Miercurea Ciuc, asigurând 50% din necesar. Volumul deasupra crestei deversorului servește la atenuarea undelor de viitură și reducerea inundațiilor în depresiunea Ciuc.
În timpul execuției galeriei și a primelor tronsoane din canalul de evacuare au apărut unele alunecări în versantul stâng. Pentru prevenirea altor alunecări și pentru amplasarea forajelor de injecții în rocă, la racordul cu versanții s-au realizat trepte de beton, iar versantul stâng în amonte de baraj până la turnul de priză a fost consolidat prin grinzi orizontale de beton armat ancorate în rocă.

## Imagini

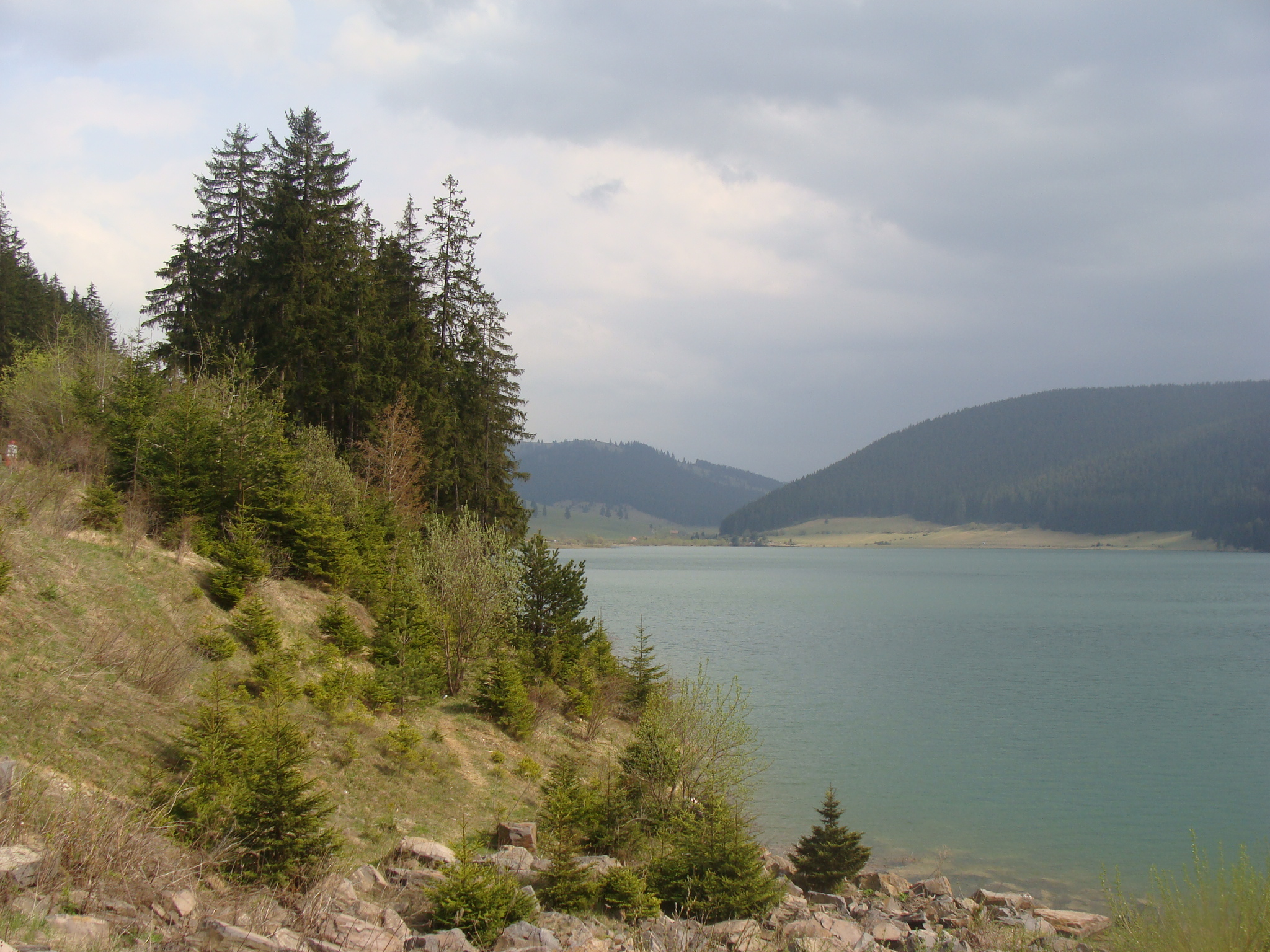
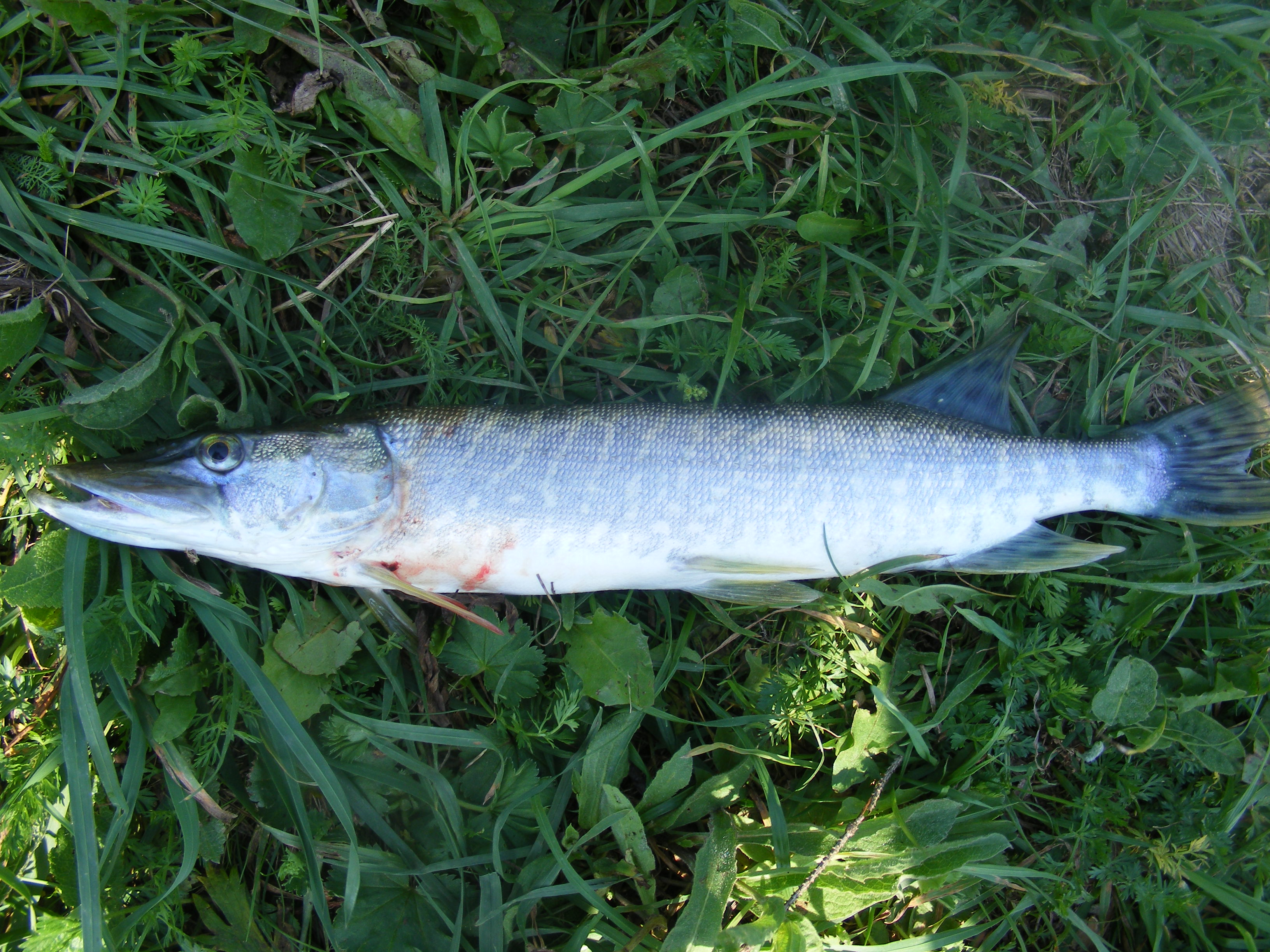
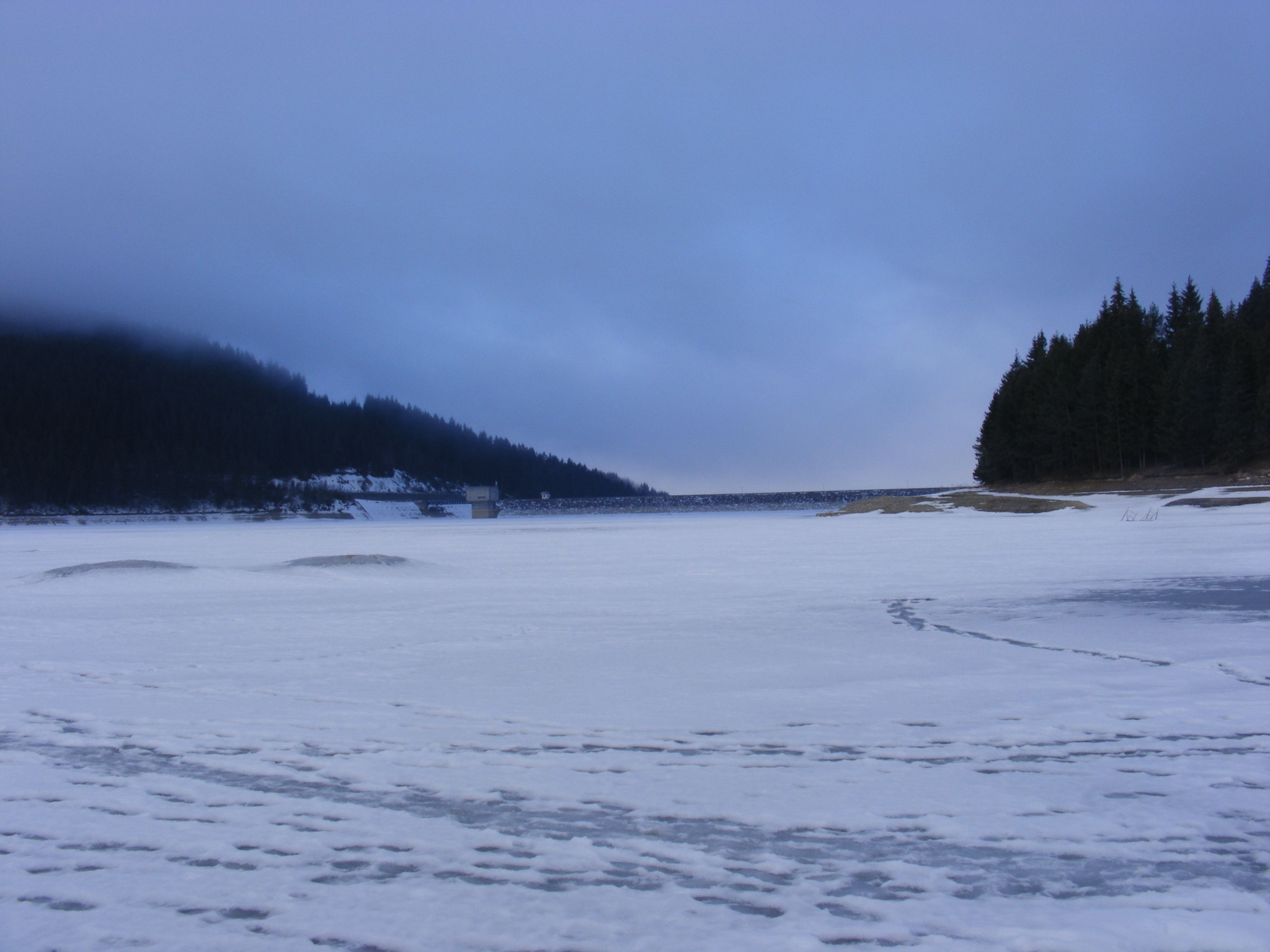